# Hemipilia cordifolia
Hemipilia cordifolia är en orkidéart som beskrevs av John Lindley. Hemipilia cordifolia ingår i släktet Hemipilia och familjen orkidéer. IUCN kategoriserar arten globalt som starkt hotad. Inga underarter finns listade i Catalogue of Life.